# El bufón llamado don Juan de Austria
El bufón llamado don Juan de Austria es un cuadro de Velázquez (Sevilla, 1599 – Madrid, 1660) pintado para el Palacio del Buen Retiro de Madrid y conservado en el Museo del Prado desde 1827. Pertenece al grupo de retratos de bufones y «hombres de placer» de la corte pintados por Velázquez para decorar estancias secundarias y de paso en los palacios reales, en los que, dado su carácter informal, el pintor pudo ensayar nuevos recursos expresivos con mayor libertad que en los retratos oficiales de la familia real, con su carga representativa.

## Historia
La historia de este cuadro ha discurrido paralela a la del bufón Pablo de Valladolid, aunque algunos críticos, juzgando su técnica muy avanzada, retrasaron su ejecución a 1647 e incluso a la década de 1650. En el inventario del Palacio del Buen Retiro de 1701 aparece mencionado como retrato de un «Bufón llamado don Juan de Austria Con barios Arneses», junto con otros cinco retratos de bufones, entre ellos los de Pablo de Valladolid y Barbarroja. La naturaleza bufonesca del personaje retratado, que hacía de esta pintura un retrato cómico, se perdió al pasar al Palacio Real Nuevo, donde en 1772 se citaba como «retrato de un artillero», ascendido en el inventario de 1789 a «general Español con varias armaduras en el Suelo», para ser luego confundido con un retrato del marqués de Pescara al pasar en 1816 a la Real Academia de Bellas Artes de San Fernando. No se recuperó la identificación correcta hasta 1872, cuando Pedro de Madrazo publicó su catálogo extenso de las obras conservadas en el Museo del Prado, al que se había incorporado en 1827, donde lo describía como:

«Retrato de un truhan u hombre de placer del Rey Felipe IV, a quien llamaban D. Juan de Austria: en pie, teniendo por bengala en la mano derecha un palo largo con fleco carmesí en su extremidad superior, y al pecho una llave de hierro. Lleva coleto y ferreruelo de terciopelo negro listado y forrado de rosa. Al fondo se descubre la costa del mar, con un buque incendiado.— Figura de tamaño natural. De la última época del autor».

Un documento de 1632, publicado por José Moreno Villa, en el que se daba cuenta de la entrega a don Juan de Austria de un traje de terciopelo y seda de tonos negro y rosa, como el que viste en el retrato de Velázquez, permitiría fijar la fecha aproximada en la se pintó el retrato, según López-Rey, quien observó además semejanzas en el enlosado —cuya definición se pierde al retroceder—, y en la diagonal enfática de las piezas de la armadura sobre el suelo, con el modo de componer La túnica de José y La fragua de Vulcano, ambas de 1630. A la costumbre de hacer regalos en vestuario a los bufones que servían en las cortes alude Mateo Alemán en el Guzmán de Alfarache. Aunque admite que haya graciosos en las inmediaciones de los poderosos, pues es cosa necesaria que tengan entretenimientos y muchas veces solo estos les dicen las verdades, también hay otros, dice, «que sólo sirven de danzar, tañer, cantar, murmurar, blasfemar, acuchillar, mentir y ser glotones; buenos bebedores y malos vividores», pero son estos los que gustan a los príncipes y a ellos les dan «joyas de precio, ricos vestidos y puños de doblones, lo que no hicieran a un sabio virtuoso y honrado, que tratara del gobierno de sus estados y personas».
Existe documentación relativa a un «hombre de placer» nombrado Don Juan de Austria, quien prestó servicios a la corte de Felipe IV, sin residir en palacio ni ración fija, entre los años 1624 y 1654. Aunque se desconoce cuál fuese su nombre auténtico, no cabría descartar que en verdad se llamase Juan de Austria, conforme a las costumbre de la servidumbre de adoptar los nombres de sus amos y la laxitud de la época en esta materia. En todo caso, el nombre adoptado, el del hijo natural del emperador Carlos V don Juan de Austria, conocido por su victoria sobre los turcos en la Batalla de Lepanto, permitió a Velázquez la alusión a la batalla naval, que quizá el cómico personaje creyera protagonizar, como los bufones que en 1638 se hacían pasar por reyes de Castilla en las fiestas organizadas en honor del duque de Módena.

## Características técnicas
El personaje, de cuerpo entero, aparece en pie sobre un suelo embaldosado en el que cuidadosamente desordenados se encuentran un mosquetón, dos balas de artillería y algunas piezas de armadura. La técnica fluida de su factura ha llevado a algunos críticos a aplazar su realización a la última época del pintor. Jonathan Brown, que lo cree pintado en 1634, destaca la novedad del tratamiento del rostro, «mediante una técnica que consiste en aplicar pintura sobre una superficie antes de que se seque otra capa previamente aplicada sobre ella lo que hace que el rostro parezca levemente desenfocado, al menos visto desde cerca», lo que nunca hubiera hecho en los retratos oficiales, que exigen mayor definición fisonómica. En realidad, es posible que ese efecto sea el resultado de la ligereza de las pinceladas, que en este como en otros cuadros del maestro resultan casi transparentes, sobre las que se aplican para el modelado de las formas otras capas aún más diluidas y de igual color. Así se ve en el sutil rojo carmesí del vestido pintado con laca roja casi líquida, repasándose con pintura del mismo color y algunos toques de blanco agrisado las zonas de sombra y con finísimas pinceladas de color blanco las zonas de luz, creando el efecto de veladuras. Ese modo sutil de aplicar el color, casi sin pasta, y su entonación de «acuarela» en el calzón, sugiere a Julián Gállego la textura del terciopelo raído.
Al fondo de la escena, mediante largas y desordenadas pinceladas negras y gruesas manchas cargadas de pasta, sugiere Velázquez un combate naval rememorando la batalla de Lepanto, la más célebre victoria del joven don Juan de Austria, del que este viejo soldado de mirada socarrona parece la contrafigura, de vuelta ya de pasadas grandezas, símbolo, según José Camón Aznar, de la decadencia y «el retrato más trágico de toda la pintura de Velázquez».
Los documentos radiográficos indican una técnica común a la empleada en los dos restantes retratos de bufones pintados para el Palacio del Buen Retiro (Pablo de Valladolid y El bufón Barbarroja), todos los cuales fueron pintados a un tiempo con técnica semejante a la empleada en el Cristo crucificado, lo que debería despejar las dudas sobre su datación cronológica.